# Иван Токаджиев
Иван Токаджиев е български художник. Бивш директор на БНТ. Заместник министър на културата в правителството на Сергей Станишев (2005–2009). Художник постановчик на оперни и балетни спектакли в Русенската, Варненската и Бургаската опери, в Музикалния театър в София и в други театри на страната. Автор на самостоятелни изложби в България и Германия.

## Биография
Иван Токаджиев е роден на 7 юли 1952 година в Разград. Завършва Художествената академия в София.
Работил е като главен художник и дизайнер в община Русе. Бил е общински съветник и заместник-председател на общинския съвет в Русе. През 1995 година е избран за изпълнителен директор на БНТ, в периода от 1996 до 1997 година е неин генерален директор. В периода от 2001 до 2005 година е изпълнителен директор на МСат. Заместник министър на културата в правителството на Сергей Станишев (2005–2009).